# 완다 (영화)
완다(Wanda)는 미국에서 제작된 바바라 로든 감독의 1970년 드라마 영화이다. 바바라 로든 등이 주연으로 출연하였고 해리 슈스터 등이 제작에 참여하였다.
이 영화는 문화적, 역사적, 미적 중요성으로 인해 미국 의회도서관에 의해 미국 국립영화등기부의 보존물로 선정되었다.

## 줄거리
완다(바버라 로든)는 펜실베이니아주의 탄광 지대에 사는 여성으로, 가정에 소홀하다는 이유로 남편으로부터 이혼당한다. 전에 일하던 봉제공장으로부터 합당한 봉급을 받지 못한 완다는 속도가 느리다는 이유로 공장 재취직도 실패하고, 우연히 바에서 만난 남자와 동침까지 한다. 영화관에서 소매치기당해 가진 돈을 모두 잃어버린 완다는 또 다른 바에 들어가 데니스(마이클 히긴스)와 마주친다. 완다는 데니스가 바를 운영하는 종업원이라고 착각하지만, 데니스는 사실 돈을 노리고 바에 들어온 강도였다. 데니스는 경찰의 추적을 피하고자 완다와 함께 도주하고, 둘은 레스토랑을 거쳐 호텔까지 동행한다.
다음 날 데니스는 길거리에 있는 차를 도둑질한 후 완다와 함께 어디론가 이동하며, 완다는 신문 기사를 통해 데니스가 범죄자임을 깨닫는다. 데니스는 완다에게 자신과 함께할지 말지를 결정하라고 소리치고, 완다는 데니스와 같이 가는 것을 선택한다. 은행 강도를 계획하는 데니스는 동업자와 모의하려 하지만 동업자가 거절하자 완다를 계획에 끌어들이려 한다. 은행의 내부와 임직원들을 살핀 데니스는 강도질을 벌이기 전 아버지를 만나 조금만 시간이 지난 후에 일자리를 구해 회개하겠다고 다짐한다. 마지막까지 강도질에 가담할지 맘을 정하지 못하던 완다는 데니스의 설득에 가담하기로 결정한다.
데니스와 완다는 교외 호숫가에 있는 은행 고위직 임원의 집에 찾아가 권총과 사제폭탄을 이용해 그와 그의 가족을 협박한다. 데니스는 임원을 데리고 시내에 있는 은행으로 가려고 하며, 완다는 다른 차를 타고 데니스를 따라간다. 그러나 시내에서 여러 차가 뒤섞이면서 완다는 데니스를 놓쳐버리고, 다급한 데니스는 혼자서 강도질하려고 시도한다. 그러나 은행의 금고는 경찰서와 자동으로 연결돼 있었으며, 결국에 데니스는 출동한 경찰에 의해 사살된다. 뒤늦게 은행에 도착한 완다는 이미 끝나버린 상황을 목격한다. 밤늦게 어느 술집에 도착한 완다는 지친 표정을 한 채 남성들과 부대낀다.